# Scolelepis edmondsi
Scolelepis edmondsi är en ringmaskart som beskrevs av Anne D. Hutchings och Turvey 1984. Scolelepis edmondsi ingår i släktet Scolelepis och familjen Spionidae. Inga underarter finns listade i Catalogue of Life.